# Jan Chodźko-Zajko
Jan Chodźko-Zajko, ps. Zajączek (ur. 10 lipca?/22 lipca 1890 w Sopoćkiniach, zm. wiosną 1940 w Charkowie) – podpułkownik piechoty Wojska Polskiego, działacz niepodległościowy, kawaler Orderu Virtuti Militari, ofiara zbrodni katyńskiej.

## Życiorys
Syn Józefa i Anny z domu Szukieć, urodzony 22 lipca 1890 w Sopoćkiniach, w ówczesnym powiecie augustowskim guberni suwalskiej. W 1911, po złożeniu egzaminu z zakresu szkoły średniej w Moskwie, został powołany do armii rosyjskiej i wcielony do 13 pułku strzelców syberyjskich (ros. 13-й Сибирский стрелковый полк), należącego do 4 Dywizji Strzelców Syberyjskich. 17 października tego roku został mianowany młodszym podoficerem. Od 1914 w szeregach 15 kompanii tego oddziału walczył na froncie. 30 września 1915 został mianowany chorążym ze starszeństwem z 8 lipca 1915. 21 sierpnia 1916 został mianowany podporucznikiem ze starszeństwem z 9 lutego 1916. Był trzykrotnie ranny. W lipcu 1917 został wybrany delegatem do Komitetu Wykonawczego Związku Wojskowych Polaków 12 Armii. W komitecie pełnił funkcję sekretarza i oficera łącznikowego. 13 września 1917 został awansowany na stopień sztabskapitana.
18 grudnia 1917 został wezwany do sztabu I Korpusu Polskiego w Rosji i wyznaczony emisariuszem na front północny. W marcu 1918, w drodze powrotnej do korpusu, został zatrzymany przez Niemców i internowany w Grodnie. 6 maja tego roku, po uwolnieniu, przybył do korpusu, został zaliczony do Legii Rycerskiej i przydzielony do wydziału spraw poufnych 2 Dywizji Strzelców Polskich. W tym samym czasie związał się z Polską Organizacją Wojskową. Z polecenia kapitana Tadeusza Lechnickiego zajmował się wywożeniem i magazynowaniem broni i materiałów wybuchowych. W czerwcu 1918, po kapitulacji korpusu, razem z kapitanem Lechnickim wyjechał z Bobrujska do Kijowa, gdzie został oficerem do zleceń ówczesnego komendanta placu, kapitana Leopolda Lisa-Kuli. Przybrał pseudonim Zajączek. 4 sierpnia na własną prośbę został odkomenderowany do Organizacji Werbunkowo-Agitacyjnej i wyznaczony na stanowisko oficera do zleceń pułkownika Leona Bobickiego. 10 sierpnia pułkownik Michał Rola-Żymierski powierzył mu funkcję oficera łącznikowego II Korpusu Polskiego w Rosji z generałem Lucjanem Żeligowskim na Kubaniu. W czasie pełnienia tej funkcji był aresztowany przez bolszewików (dwukrotnie, w Briańsku i Orle), Petlurowców (w Konotopie) i Austriaków na stacji kolejowej Synelnykowe.
W grudniu 1918 został mianowany komendantem sztabu 4 Dywizji Strzelców Polskich, a w lutym 1919 dowódcą kompanii sztabowej dywizji. 28 marca tego roku został przeniesiony do 13 pułku strzelców polskich i odkomenderowany do szkoły oficerskiej 4 DSP w charakterze frekwentanta. Razem z 4 Dywizją generała Lucjana Żeligowskiego wrócił do Polski. 8 lipca 1919 został przydzielony do 30 pułku piechoty na stanowisko dowódcy kompanii. Na wojnie z bolszewikami dowodził III batalionem 30 pp. Wyróżnił się 7 czerwca 1920 w boju o Hermanowicze. 23 grudnia 1920 dowódca 30 pp, podpułkownik Kazimierz Jacynik sporządził wniosek na odznaczenie orderem „Virtuti Militari”, w którym napisał: „dnia 7 czerwca 1920 baon otrzymał rozkaz zaatakowania Hermanowicz. Na wschód od folwarku Podolszczyzna, w lasku odrzucony w poprzednim dniu, nieprzyjaciel zgromadził nocą znaczne siły i umocnił linię lasu około 20 karabinami maszynowymi. Po walce ogniowej poprowadził kpt. Chodźko swój batalion do ataku na bagnety, przy czym wzięto 37 jeńców i 5 karabinów maszynowych. Brawura i szybka orientacja kpt. Chodźki spowodowała ten sukces”.
Od 1 grudnia 1920 do 15 marca 1921 był słuchaczem kursu dowódców batalionów w Rembertowie, a po jego ukończeniu ponownie objął dowództwo III baonu 30 pp. 3 maja 1922 został zweryfikowany w stopniu majora ze starszeństwem od 1 czerwca 1919 i 348. lokatą w korpusie oficerów piechoty. 22 lipca tego roku ogłoszono jego przeniesienie do 1 pułku piechoty Legionów w Wilnie i zatwierdzenie na stanowisku dowódcy batalionu. Później został przydzielony do Rezerwy Oficerów Sztabowych przy Dowództwie Okręgu Korpusu Nr III w Grodnie. Z dniem 1 marca 1924 został przydzielony do macierzystego 1 pp Leg., „ponad etat, bez wyznaczenia funkcji do czasu dalszych zarządzeń MSWojsk.” 1 grudnia 1924 prezydent RP nadał mu stopień podpułkownika z dniem 15 sierpnia 1924 i 96. lokatą w korpusie oficerów piechoty. 22 maja 1925 ogłoszono jego przeniesienie do 10 pułku piechoty w Łowiczu i zatwierdzenie na stanowisku zastępcy dowódcy pułku. W styczniu 1927 został przeniesiony do 58 pułku piechoty w Poznaniu na stanowisko zastępcy dowódcy pułku. 24 października 1929 został przeniesiony do 52 pułku piechoty w Złoczowie na stanowisko dowódcy pułku. Obowiązki dowódcy pułku łączył z społeczną funkcją zastępcy prezesa zarządu Komitetu Powiatowego Wychowania Fizycznego i Przysposobienia Wojskowego w Złoczowie. W 1937 został mianowany komendantem Miasta Lwów. 
W czasie kampanii wrześniowej 1939 pełnił służbę na stanowisku komendanta Garnizonu Lwów i wziął udział w obronie miasta. Po kapitulacji załogi miasta dostał się do niewoli sowieckiej i został osadzony w obozie jenieckim w Starobielsku. Wiosną 1940 został zamordowany przez funkcjonariuszy NKWD w Charkowie. Ofiary tej zbrodni grzebano w bezimiennych mogiłach zbiorowych w Piatichatkach, gdzie od 17 czerwca 2000 mieści się oficjalnie Cmentarz Ofiar Totalitaryzmu w Charkowie. Figuruje na tzw. liście Gajdideja (poz. 3567).
5 października 2007 minister obrony narodowej Aleksander Szczygło mianował go pośmiertnie na stopień pułkownika. Awans został ogłoszony 9 listopada 2007 w Warszawie, w trakcie uroczystości „Katyń Pamiętamy – Uczcijmy Pamięć Bohaterów”.
Był żonaty z Janiną z Chrystowskich (1901–1987), z którą miał syna Witolda Józefa (ur. 1926) i córkę Danutę Janinę (ur. 1928). Żona z dziećmi została 13 kwietnia 1940 deportowana do Kożzawodu Kirpicznyj Zawod 1 w semipałatyńskim obwodzie Kazachskiej Socjalistycznej Republiki Radzieckiej, gdzie przebywała do 1942. Później żona z córką zostały ewakuowane z ZSRR do obozu Koja w Ugandzie, a syn do Teheranu.

## Ordery i odznaczenia
- Krzyż Srebrny Orderu Wojskowego Virtuti Militari nr 3648 – 1921[3][31]
- Krzyż Walecznych dwukrotnie[32][33]
- Złoty Krzyż Zasługi – 19 marca 1935 „za zasługi w służbie wojskowej”[34][35]
- Medal Niepodległości – 5 sierpnia 1937 „za pracę w dziele odzyskania niepodległości”[36][37]
- Medal Pamiątkowy za Wojnę 1918–1921[3]
- Medal Dziesięciolecia Odzyskanej Niepodległości[3]
- Medal Zwycięstwa[3]
- Krzyż Świętego Jerzego I, II, III i IV klasy[2]